# Bbibbi
«Bbibbi» (кор. 삐삐) — сингл южнокорейской певицы IU. Он был выпущен как цифровой сингл 10 октября 2018 года Kakao M. «Bbibbi» возглавила все основные чарты в Южной Корее и побила рекорд для большинства слушателей за 24 часа на музыкальном сервисе Melon, с 1,42 миллиона. Впоследствии он дебютировал на первом месте в цифровой диаграмме Gaon. Песня была выпущена частично в ознаменование 10 лет с момента дебюта IU.

## Композиция
«Bbibbi» — это непринуждённый альтернативный R&B-трек с конфронтационной и интроспективной лирикой, который адресован ненавистникам и критикам IU, а также оборачиваясь комментариями к своему изображению. Особое внимание было уделено её доставке, включая такие фразы и слова, как «жёлтый C-A-R-D» и «привет stu-P-I-D». «Bbibbi» относится к пейджеру на корейском языке, в частности к шуму, который устройство издаёт перед тем, как люди оставляют сообщение. «Bbibbi» также является корейским названием Пепи Длинныйчулок, титульного персонажа шведского детского романа Пеппи Длинныйчулок.

## Музыкальное видео
Музыкальное видео, направленное VM Project, было выпущено вместе с песней и широко использует монохроматические цветовые схемы. IU исполняет хореографический танец хип-хопа с пустым выражением на лице, которое Кейтлин Келли из Forbes назвала «милее, чем грознее».
В настоящее время у видео более 115 миллионов просмотров, что делает его вторым по популярности корейским музыкальным клипом женской солистки в 2018 году.

## Чарты
| Чарты (2018)                       | Высшая позиция |
| ---------------------------------- | -------------- |
| New Zealand Hot Singles (RMNZ)     | 26             |
| South Korea (Hot 100)              | 1              |
| South Korea (Gaon)                 | 1              |
| US World Digital Songs (Billboard) | 5              |

## Сертификация

### Стримиинг
| Регион                                                      | Сертификация | Продажи      |
| ----------------------------------------------------------- | ------------ | ------------ |
| Республика Корея (KMCA)                                     | Платиновый   | 100,000,000^ |
| ^ Данные о тиражах приведены только на основе сертификации. |              |              |

### Скачивание
| Регион                                                      | Сертификация | Продажи    |
| ----------------------------------------------------------- | ------------ | ---------- |
| Республика Корея (KMCA)                                     | Платиновый   | 2,500,000^ |
| ^ Данные о тиражах приведены только на основе сертификации. |              |            |